# Estatua de Sejmet
La Estatua de Sejmet actualmente en exhibición en la Galería del Antiguo Egipto en el Museo Real de Ontario (ROM) es una estatua de tamaño natural de una de las más antiguas deidades egipcias conocidas. Su nombre deriva de la palabra egipcia sejem (la cual significa poder o fuerza) y es con frecuencia traducida como la más poderosa. Representada como una mujer con la cabeza de una leona - algunas veces con el agregado de un disco solar y la serpiente uraeus en su cabeza - Sejmet es la diosa egipcia de la guerra, de la que se creía era la protectora de Maat (balance o justicia) y del pueblo egipcio. Estaba también asociada con la sanación y la medicina, y sus sacerdotes eran conocidos por ser doctores entrenados y cirujanos de remarcado calibre.

## Historia
La adquisición de esta pieza de arte egipcio fue posible gracias al apoyo del Fondo de Caridad Louise Hawley Stone, y es ahora uno de los Tesoros del Museo Real de Ontario. La estatua data de la dinastía XVIII del Imperio Nuevo (circa 1360 a. C.) durante el reinado de Amenofis III, abuelo de Tutankamón. Se piensa que proviene del Templo de Mut en Karnak, Egipto. El Templo de Mut es quizás más conocido por sus muchas estatuas de Sejmet, las cuales se cuentan por cientos.

## Representación y descripción
Sejmet es usualmente representada con una flor de loto (símbolo del Alto Egipto, del sol, de la creación y del renacimiento) en su mano derecha, y un anj (también conocido como "la llave de la vida", símbolo de la vida eterna) en su mano izquierda. La estatua es de granito esculpido y pulido y representa a la diosa sentada sosteniendo solamente el anj en su mano izquierda. Tiene una altura de alrededor de 184 cm. La estatua puede verse en el Nivel 3 del ROM en las Galerías de África: Egipto donde cerca de 2.000 objetos de la colección egipcia del ROM son exhibidos. La colección cuenta en su totalidad con, aproximadamente, 25.000 artefactos.